# Scottish Women’s Premier League Cup 2011
Der Scottish Women’s Premier League Cup wurde 2011 zum 10. Mal ausgespielt. Der schottische Fußball-Ligapokal der Frauen, der unter den Teilnehmern der Scottish Women’s Premier League ausgetragen wurde, begann am 13. März 2011 und endete mit dem Finale am 25. Mai 2011 im Recreation Park in Alloa. Der Ligapokal wurde im K.-o.-System mit 12 Mannschaften ausgetragen. Wurde in einem Duell nach 90 Minuten und Verlängerung kein Sieger ermittelt, so wurde ein Spiel im Elfmeterschießen entschieden.
Als Titelverteidiger startete Celtic Glasgow in den Wettbewerb, das im Vorjahresfinale gegen den FC Spartans gewann. Im diesjährigen Endspiel um den Schottischen Liga-Pokal der Frauen standen sich Hibernian Edinburgh und der FC Spartans gegenüber. Die „Hibs“ erreichten das Finale zum fünften Mal in der Vereinsgeschichte. Für Spartans war es die vierte Teilnahme am Endspiel.
Hibernian konnte durch einen 5:2-Finalsieg zum dritten Mal den Pokal gewinnen und zog damit, mit dem Rekordsieger FC Kilmarnock gleich.

## Termine
| Runde         | Datum                     | Spiele | Vereine | Neueinstiege |
| ------------- | ------------------------- | ------ | ------- | ------------ |
| 1. Runde      | 13. März – 17. April 2011 | 4      | 8 → 4   | keine        |
| Viertelfinale | 17. – 27. April 2011      | 4      | 8 → 4   | 4            |
| Halbfinale    | 4./5. Mai 2011            | 2      | 4 → 2   | keine        |
| Finale        | 25. Mai 2011              | 1      | 2 → 1   | keine        |

## 1. Runde
Die 1. Runde wurde zwischen dem 13. März und 17. April 2011 ausgetragen.
| Datum                     |                              | Ergebnis |                     |
| ------------------------- | ---------------------------- | -------- | ------------------- |
| 13. März 2011, 15:00 BST  | Glasgow City FC              | 8:0      | Celtic Glasgow      |
| 13. März 2011, 15:00 BST  | FC Spartans                  | 3:2      | Forfar Farmington   |
| 20. März 2011, 15:30 BST  | FC Falkirk                   | 0:6      | Glasgow Rangers     |
| 17. April 2011, 15:00 BST | Inverness Caledonian Thistle | 2:5      | Hamilton Academical |

## Viertelfinale
Das Viertelfinale wurde am 17. und 27. April 2011 ausgetragen.
| Datum                     |                 | Ergebnis |                     |
| ------------------------- | --------------- | -------- | ------------------- |
| 17. April 2011, 13:00 BST | Glasgow City FC | 10:00    | FC Kilmarnock       |
| 17. April 2011, 15:00 BST | Hutchison Vale  | 1:4      | FC Spartans         |
| 17. April 2011, 15:00 BST | Dundee United   | w/o      | Hibernian Edinburgh |
| 27. April 2011, 15:00 BST | Glasgow Rangers | 3:0      | Hamilton Academical |

## Halbfinale
Das Halbfinale wurde am 4. und 5. Mai 2011 ausgetragen.
| Datum                  |                     | Ergebnis  |                 |
| ---------------------- | ------------------- | --------- | --------------- |
| 4. Mai 2011, 20:30 BST | Hibernian Edinburgh | 2:1 n. V. | Glasgow City FC |
| 5. Mai 2011, 20:30 BST | FC Spartans         | 2:1       | Glasgow Rangers |

## Finale
| Hibernian Edinburgh                                             | Hibernian Edinburgh | FC Spartans | FC Spartans |
| --------------------------------------------------------------- | --- | --- | ----------- |
| Hibernian Edinburgh                                             | \| 25. Mai 2011 um 20:30 Uhr (Ortszeit) in Alloa (Recreation Park) \| \| Ergebnis: 5:2 (4:1) \| \| Schiedsrichterin: Lorraine Clark \| \| Spielbericht \| | \| 25. Mai 2011 um 20:30 Uhr (Ortszeit) in Alloa (Recreation Park) \| \| Ergebnis: 5:2 (4:1) \| \| Schiedsrichterin: Lorraine Clark \| \| Spielbericht \| | FC Spartans |
| Hibernian Edinburgh                                             | Shannon Lynn – Joelle Murray (53. Rhonda Jones), Suzanne Robertson, Lisa Robertson – Jenna Ross, Rebecca Zoltie (86. Stefanie Malcolm), Hollie Thomson, Leanne Crichton (81. Hayley Cunningham) – Rebecca Dempster (72. Laura Kennedy), Claire Emslie (76. Ellen Pia), Debbie McWhinnie Cheftrainer: Willie Kirk | Joanna Hutcheson – Louise Magilton, Siobhan Rooney, Claire Crosbie, Hayley Lauder – Stacey McLean, Bobbie Beveridge, Kristy Scott (55. Louise Mason), Louise Paterson-Young (63. Patricia McLaughlin), Kirsty McLaughlin – Diana Barry (82. Sarah Ewens) Cheftrainer: n. b. | FC Spartans |
| Hibernian Edinburgh                                             | 1:1 Jenna Ross (21.) 2:1 Hollie Thomson (28.) 3:1 Leanne Crichton (29.) 4:1 Jenna Ross (31.) 5:2 Debbie McWhinnie (82.) | 0:1 Hayley Lauder (3.) 4:2 Kirsty McLaughlin (68.) | FC Spartans |
| 25. Mai 2011 um 20:30 Uhr (Ortszeit) in Alloa (Recreation Park) | | |             |
| Ergebnis: 5:2 (4:1)                                             | | |             |
| Schiedsrichterin: Lorraine Clark                                | | |             |
| Spielbericht                                                    | | |             |